# Santos-Imigrantes (métro de São Paulo)
Santos-Imigrantes (en portugais : Estação Santos-Imigrantes), anciennement Imigrantes est une station de la ligne 2 (Verte) du métro de São Paulo. Elle est située parallèlement au viaduto Saioá et perpendiculaire à l'Avenida Doutor Ricardo Jafet, dans le quartier Cursino à São Paulo au Brésil.

## Situation sur le réseau

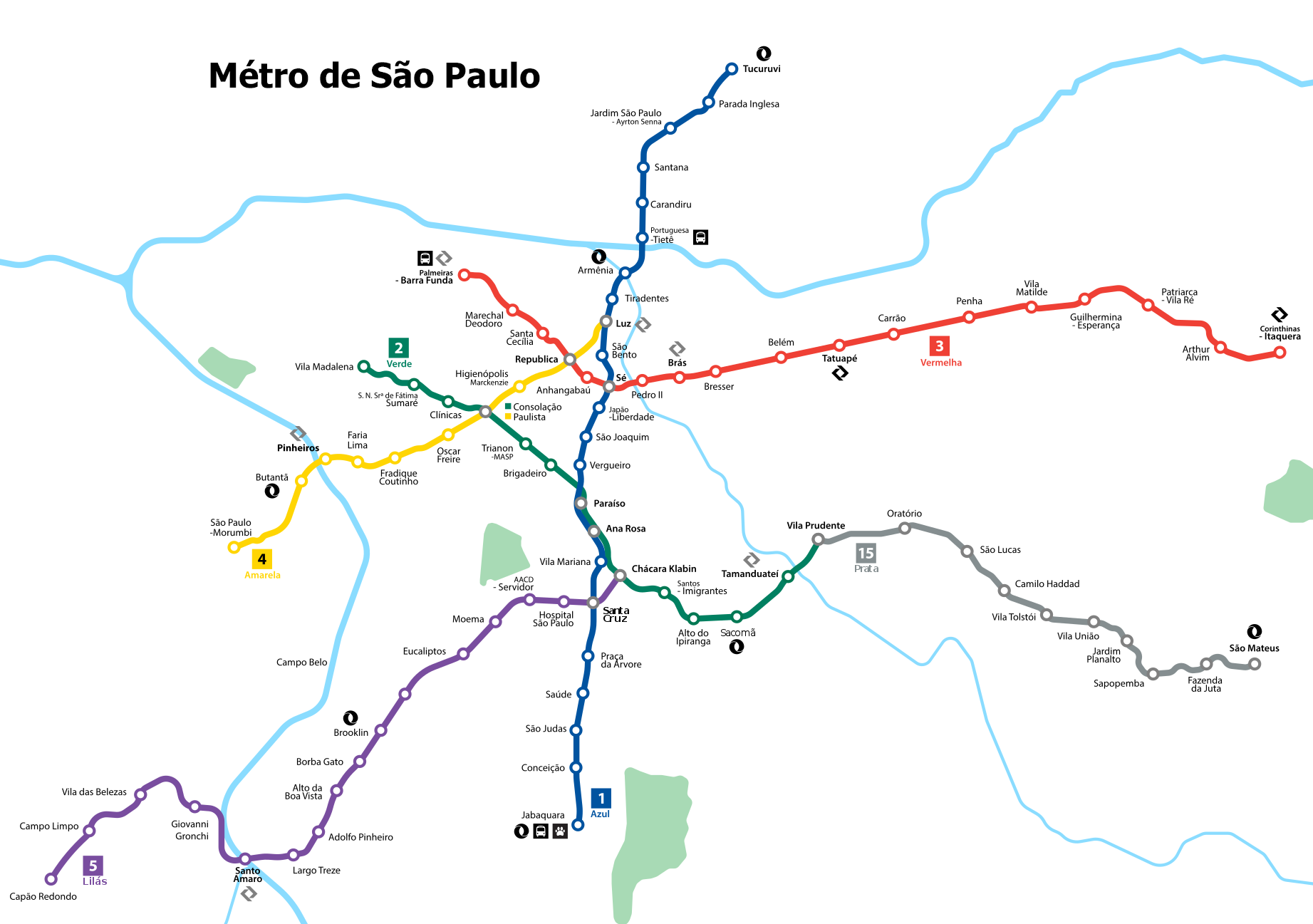
Plan du Métro de São Paulo 2020.

Établie en aérien, la station Santos-Imigrantes est située sur la ligne 2 du métro de São Paulo (Verte), entre les stations Chácara Klabin, en direction du terminus Vila Madalena, et Alto do Ipiranga, en direction du terminus JVila Prudente.

## Histoire
La station, alors dénommée Imigrantes, de la ligne 2 (Verte) du métro de São Paulo est inaugurée le 30 mars 2006. C'est une Il station semi-aérienne, avec un quai central, sa principale caractéristique ce sont les portiques métalliques qui soutiennent le toit. Elle possède la capacité de répondre à une demande allant jusqu'à 20 000 voyageurs par heure, en heure de pointe et sa superficie construite est de 6 914 m2.
En 2003, la station Imigrantes accueille un transit moyen de 12 000 voyageurs entrants par jour.
la station est renommée Santos-Imigrantes, le 4 novembre 2008 en référence au club de football de São Paulo Santos Futebol Clube par sa situation à côté de l'une des principales routes d'accès à la ville de Santos, la Rodovia dos Imigrantes.

## Services aux voyageurs

### Accès et accueil
Son accès principal, par le viaduc Saioá, dispose d'un ascenseur pour les personnes à la mobilité réduite. Un deuxième accès est situé sur l'avenida Doutor Ricardo Jafet.

### Desserte
| Ligne                         | Terminus                      | Longueur (km) | Stations | Durée du voyage (min) | Opération (*)                                                       |
| ----------------------------- | ----------------------------- | ------------- | -------- | --------------------- | ------------------------------------------------------------------- |
| Ligne 2 du métro de São Paulo | Vila Madalena ↔ Vila Prudente | 14,7          | 14       | 28                    | Tous les jours, de 4h40 à 12h32; Les samedis jusqu'à 1h le dimanche |

Installations et desserte
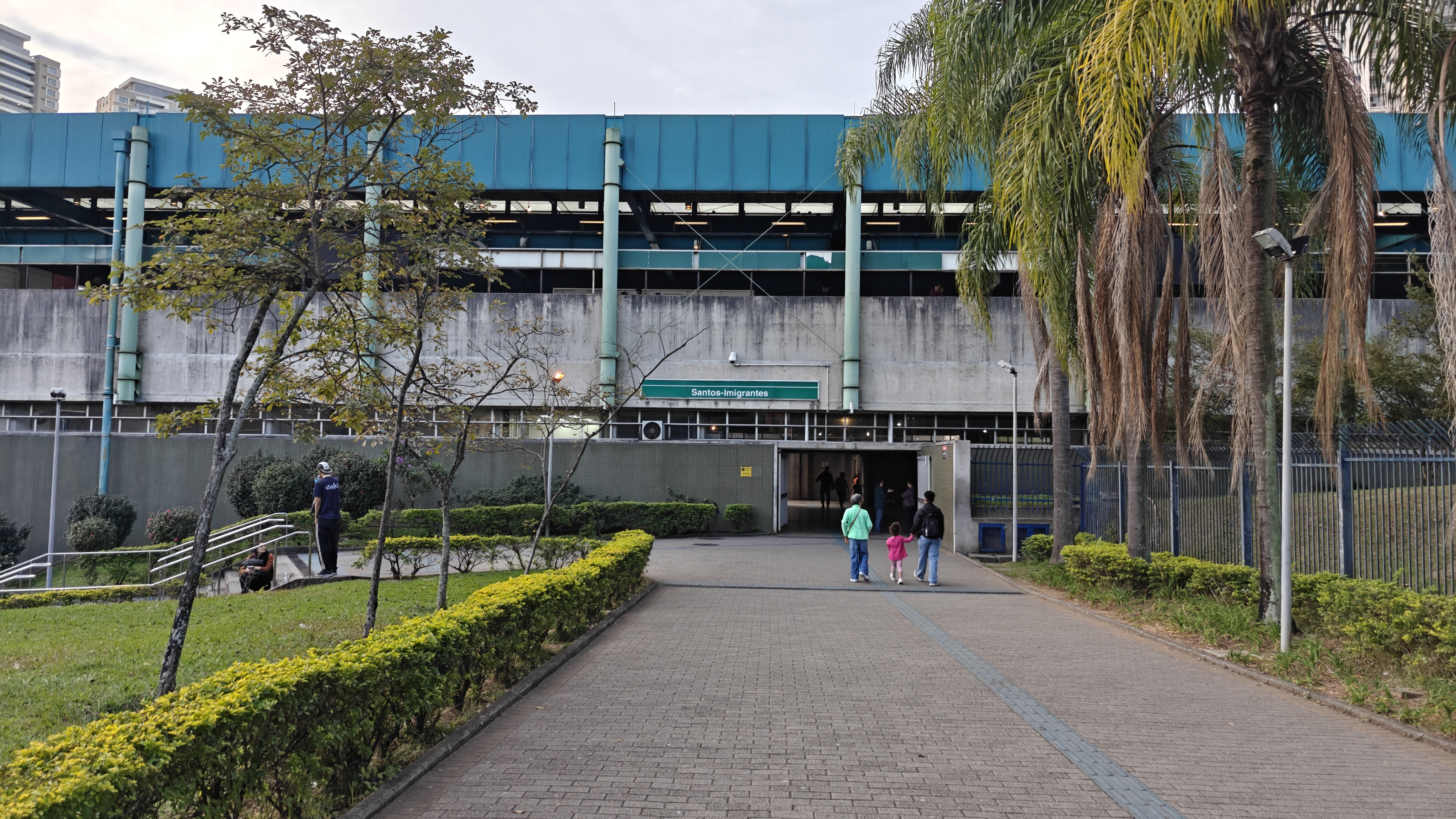
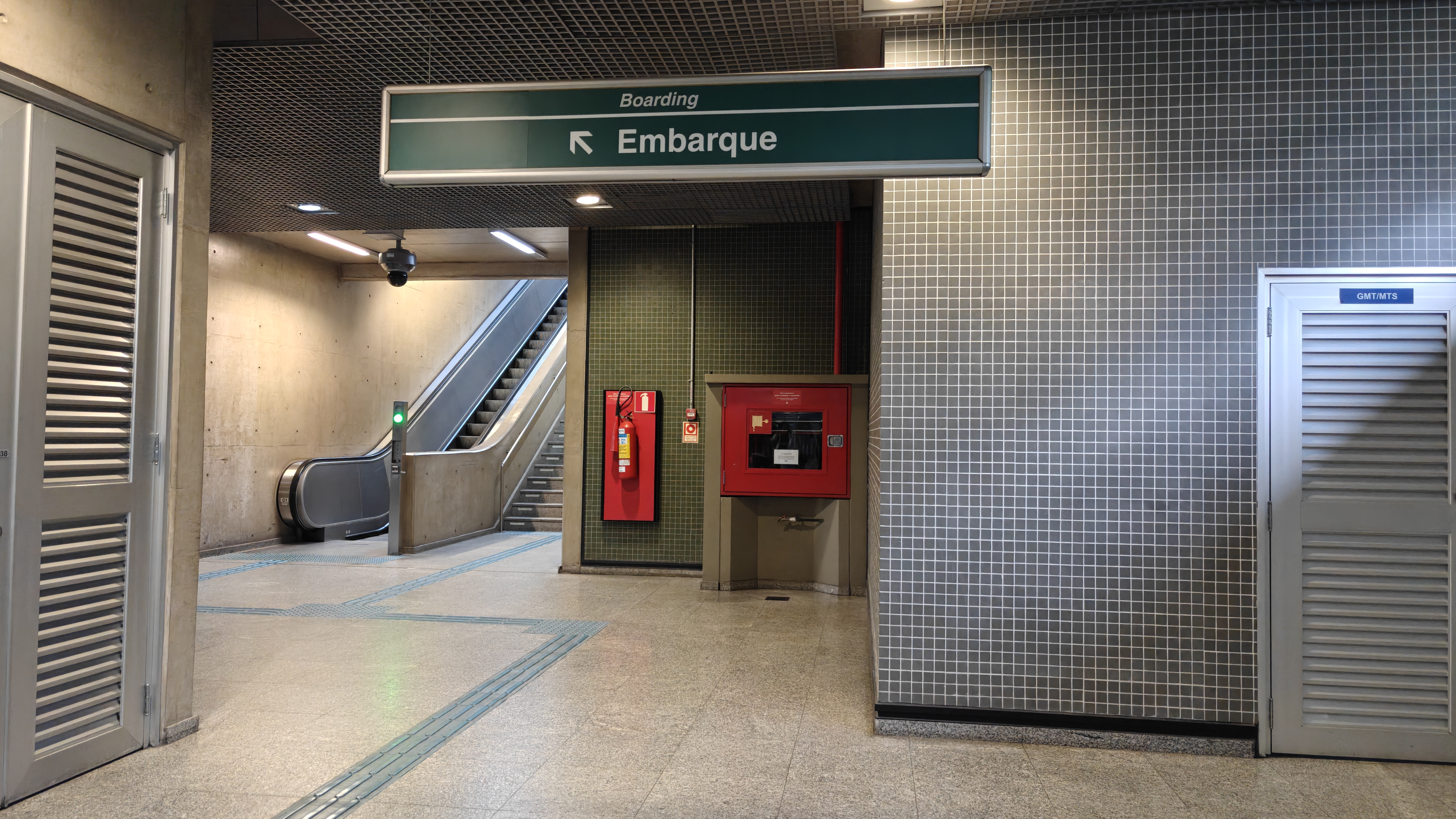
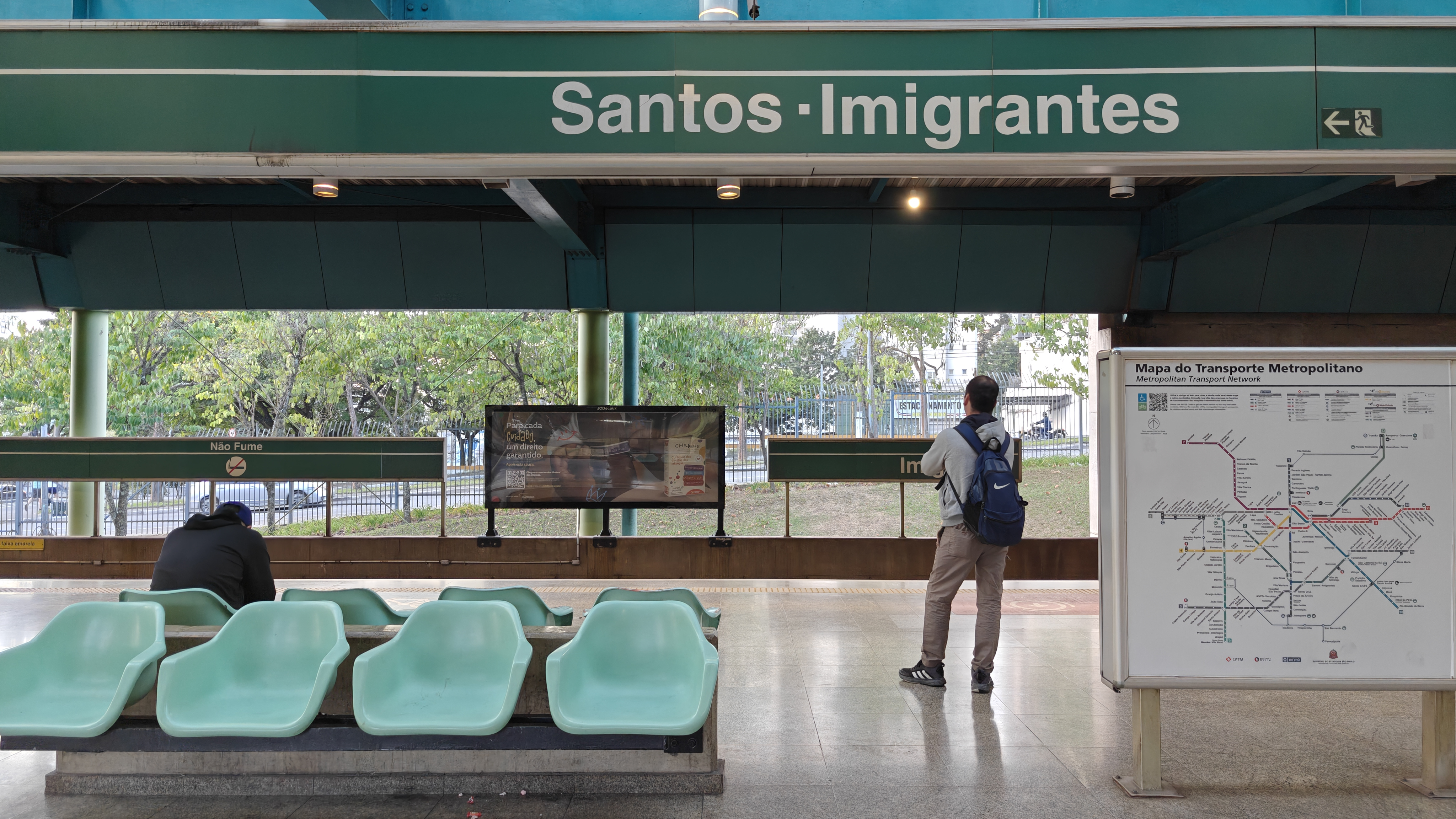

### Intermodalité
Elle dispose d'un parking de stationnement intégré, il est donc possible de se rendre à la station avec un véhicule et, après paiement des frais de stationnement (le véhicule peut rester aussi longtemps que le souhaitez stationné), le prix du ticket pour le métro est déjà inclus.

## Art dans le métro
Esfera, du plasticien Marcos Garrot, une sphère de 2 m de diamètre, réalisée en plaques de fer en 2009. Elle fait partie de la collection permanente d'art du métro et est installée sur le quai de la station.

## À proximité
- Aquarium de São Paulo